# Geophis sallaei
La culebra minadora (Geophis sallaei) es una especie de reptil perteneciente a la familia Dipsadidae. 

## Descripción
Posee una longitud total de hasta 42 cm. El cuerpo es gris-café oscuro a negro encima y más claro en los costados. Las escamas de la primera hilera dorsal tienen centros amarillo opaco. El vientre es crema inmaculada, con pigmento café presente solamente en la barbilla y en los márgenes anteriores de las ventrales posteriores y las subcaudales. Carece de collar claro, incluso en juveniles. Hay 6 supralabiales, 6-8 infralabiales, 1 postocular, 118-129 ventrales en machos y 127-133 en hembras, y 32-41 subcaudales divididas en machos y 26-36 en hembras.

## Distribución
Esta especie es conocida solo para tres localidades situadas en la Sierra Madre del Sur en el estado de Oaxaca, México: Santa Rosa, Municipio de San Juan Lachao, Pluma Hidalgo y en Santa Catarina Juquila, Municipio de Santa Catarina Juquila.

## Hábitat
El individuo de G. sallei reportado en Santa Catarina Juquila fue encontrado muerto en una calle pavimentada en el interior del pueblo. La vegetación circundante está caracterizada por fragmentos de bosque de pino-encino.
En las localidades de Pluma Hidalgo y San Juan Lachao donde G. sallei fue reportada anteriormente, contienen bosque mesófilo de montaña.

## Estado de conservación
Se encuentra enlistada dentro de la NOM-059-SEMARNAT como protección especial.